# Gymnomitrion setaceum
Gymnomitrion setaceum là một loài Rêu trong họ Gymnomitriaceae. Loài này được Grolle & Váňa mô tả khoa học đầu tiên năm 1976.